# Vesa Toskala

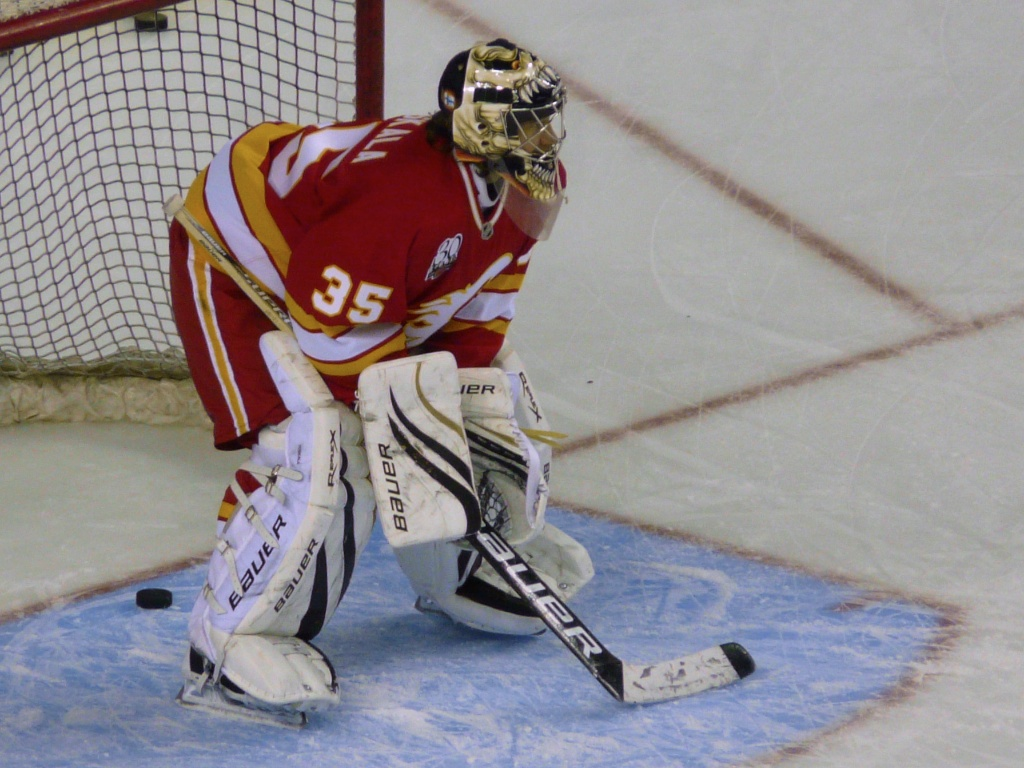
Vesa Toskala i Calgary Flames.

Vesa Tapani Toskala, född 20 maj 1977 i Tammerfors, Finland, är en finländsk före detta professionell ishockeymålvakt. 

## Spelarkarriär
Toskalas moderklubb är Ilves, där han spelade till och med säsongen 1998–99.
Inför säsongen 1999–00 skrev Toskala på för Färjestads BK. Toskala visade upp ett imponerande målvaktsspel och gjorde även ett mål under sin tid i Karlstad.
Efter två säsonger i AHL fick Toskala säsongen 2002–03 debutera i NHL för San Jose Sharks. Toskala gjorde 2 assistpoäng för San Jose Sharks i en match den 3 februari 2007 mot Chicago Blackhawks. Det är rekord för en målvakt i Sharks.
Den 22 juni 2007 lämnade Toskala Sharks och skrev istället ett tvåårskontrakt med Toronto Maple Leafs.
Toskala utsågs till "månadens målvakt" i NHL i december 2007.
Den 31 januari 2010 byttes Toskala bort till Anaheim Ducks. Toskala hann dock aldrig spela någon match för Ducks då han istället skrev på för Calgary Flames, den 3 mars 2010. Toskala spelade 6 matcher för Calgary.
Den 1 november 2010 skrev Toskala på ett kontrakt för en månad med AIK, där han bara kom att spela två matcher. 2011 blev det klart att han hade skrivit på ett tvårskontrakt för Ilves i finska FM-ligan. Efter säsongen 2011-2012 avslutade han sin aktiva hockeykarriär.

## Klubbar
- Ilves 1995–96 – 1998–99, 2011–12
- Färjestads BK 1999–00
- Kentucky Thoroughblades 2000–01
- Cleveland Barons 2001–02
- San Jose Sharks 2001–02 – 2006–07
- Toronto Maple Leafs 2006–07 – 2009–10
- Calgary Flames 2009–10
- AIK 2010–11